# Wilhelm Sinner
Wilhelm Sinner (* 6. Januar 1915 in Krempa, Ostrowo, Provinz Posen; † 8. Mai 1976 in Rostock) war ein deutscher Urologe und Hochschullehrer.

## Leben
Als Sohn eines Eisenbahningenieurs besuchte Sinner das polnische Gymnasium in Ostrów. Als letzter deutscher Schüler bestand er 1934 die Reifeprüfung – Polnisch gut, Deutsch ausreichend. Anschließend studierte er Evangelische Theologie an der Universität Warschau, der Universität Posen und der Friedrich-Alexander-Universität Erlangen. Den Abschluss machte er 1938 an der Georg-August-Universität Göttingen. Schon im Vikariat, entschloss er sich Medizin zu studieren. Damit wollte er der Einberufung zur Wehrmacht entgehen. Er ging an die Schlesische Friedrich-Wilhelms-Universität, die Karl-Ferdinands-Universität, die Albertus-Universität Königsberg, die Albert-Ludwigs-Universität Freiburg und die Universität Wien. 1940 doch zur Kriegsmarine einberufen, diente er bei einem Minensuchgeschwader an der französischen Atlantikküste, zuletzt als Unterarzt. In zwischenzeitlichen Beurlaubungen widmete er sich dem Medizinstudium. Das Staatsexamen machte er 1945 an der Christian-Albrechts-Universität zu Kiel, die ihn im selben Jahr zum Dr. med. promovierte. Vom 10. Mai 1945 bis zum 8. Januar 1946 war er im Marinelazarett Eckernförde interniert. Die im April 1947 geschlossene Ehe mit Carla Gresens blieb kinderlos.

### Chirurgie und Urologie
In den ersten drei Nachkriegsjahren war er als Assistenzarzt verantwortlich für eine polnische 80-Betten-Station in Eckernförde. Behandelt wurden chirurgische, internistische, dermatologische und venerologische Erkrankungen. Obendrein kümmerte er sich um die chirurgische Station eines Feldlazaretts mit Verwundeten. Bei Operationen assistierte er; oft besorgte er die Narkosen. Ab 1948 arbeitete er drei Jahre in der 120-Betten-Chirurgie vom Stadtkrankenhaus Wismar. In den letzten 18 Monaten standen Urologie und Röntgendiagnostik im Vordergrund. 1951 wurde er Facharzt für Chirurgie. Im August 1951 ging er als Assistent in die Chirurgie des Bezirkskrankenhauses Schwerin. Seinen Neigungen gemäß war er vor allem mit urologischen Problemen befasst. Zu den urologischen Eingriffen zählten 130 Zystoskopien, 60 retrograde Pyelographien, Entfernungen von Uretersteinen mit der Zeiss-Schlinge, offene Entfernungen von Nierensteinen, Nephrektomien, 56 Resektionen von Adenomen der Prostata. Für die offizielle Fachausbildung zum Urologen ging er 1954 zu Martin Stolze (1900–1989) in der Chirurgie vom Universitätsklinikum Halle (Saale).

### Rostock
Wie in Schwerin und Halle (Saale) engagierte er sich auch in Rostock im Freien Deutschen Gewerkschaftsbund.
Im September 1957 folgte er dem Ruf von Walter Schmitt an das Universitätsklinikum Rostock. In seiner 340-Betten-Chirurgie sollte er die Verantwortung für 36 urologische Betten übernehmen. 1962 habilitierte er sich über Spätkomplikationen bestimmten Nahtmaterials (Polyamide, Baumwolle) bei urologischen Eingriffen. Dafür ehrte ihn die Vereinigung Nordwestdeutscher Chirurgen. 1963 wurde er zum Dozenten, 1970 zum a.o. Professor ernannt. Ein besonderes Interessengebiet war die (schwierige) Urologie von Neugeborenen und Kleinkindern. Für Mecklenburg (und Vorpommern) war er der Nestor seines Faches. Sinner beherrschte die polnische Sprache in Wort und Schrift. Russisch, Tschechisch und Slowakisch sprach er fließend. Zu den Kollegen im Ostblock, besonders in Polen, pflegte er enge Beziehungen. Zu den polnischen Austauschärzten gehörte 1969 Thaddäus Zajaczkowski. Als Schiffsarzt auf MS Völkerfreundschaft kam Sinner nach Westdeutschland und in viele andere Länder. Gesundheitlich angeschlagen, wurde er 1973 von den operativen Verpflichtungen seiner Klinik entbunden. Im September 1973 folgte ihm Thomas Erdmann als erster unabhängiger Klinikdirektor. Sinner wurde Leiter der urologischen Ambulanz. 1975 musste er auch diesen Posten aufgeben. Im folgenden Jahr starb er 61-jährig.

## Herausgeber
- Zeitschrift für Urologie und Nephrologie

## Ehrungen
- Medaille für ausgezeichnete Leistungen (1958)
- 2. Preis der Vereinigung Nordwestdeutscher Chirurgen (1963)
- Ehrenmitglied der Polnischen Urologengesellschaft (1974)

## Werke
- Röntgenatlas der Erkrankungen der oberen Harnwege bei Säuglingen und Kleinkindern. Jena 1966.